# Bohuslavice (Šumperk)
Bohuslavice é uma comuna checa localizada na região de Olomouc, distrito de Šumperk.